# 安兜站
安兜站是一个漳泉肖线上的铁路车站，位于福建省惠安县安兜，建于1999年，目前为四等站，邮政编码为362113。目前不再办理客运业务，仅办理整车货物发到。